# Paleogenia waichertae
Paleogenia waichertae (лат.) — ископаемый вид дорожных ос (Pompilidae). Обнаружен в эоценовом ровенском янтаре (33,9—37,8 млн лет, Украина). Новый вид назван в честь бразильского гименоптеролога Сесилии Вайхерт (Cecilia Waichert, Complexo Biopráticas, Universidade Vila Velha, Vila Velha, Бразилия), «одной из самых активных исследовательниц дорожных ос, внёсшей большой вклад в таксономию современных и вымерших таксонов».

## Описание
Мелкие осы, длина около 3 мм. Самцы нового вида отличаются от самцов всех остальных близких видов сочетанием следующих признаков: голенная шпора 0,8—0,9 × длины первого тарзомера; апикальная часть гипопигия хорошо выдаётся за тергум 7 и стернум 6, стержневидная и слегка расширенная в апикальной части, с прямыми волосками на вентральном виде; щека на 0,2 × шире глаза на боковом виде. Самка неизвестна..